# Bahnhof Leipzig-Plagwitz
Der Bahnhof Leipzig-Plagwitz ist ein Bahnhof im Stadtteil Plagwitz von Leipzig. Er befindet sich an der 1873 eröffneten Bahnstrecke Leipzig–Zeitz zwischen dem Bahnhof Leipzig-Leutzsch und dem Haltepunkt Leipzig-Großzschocher.

## Geschichte

Der Bahnhof um 1914

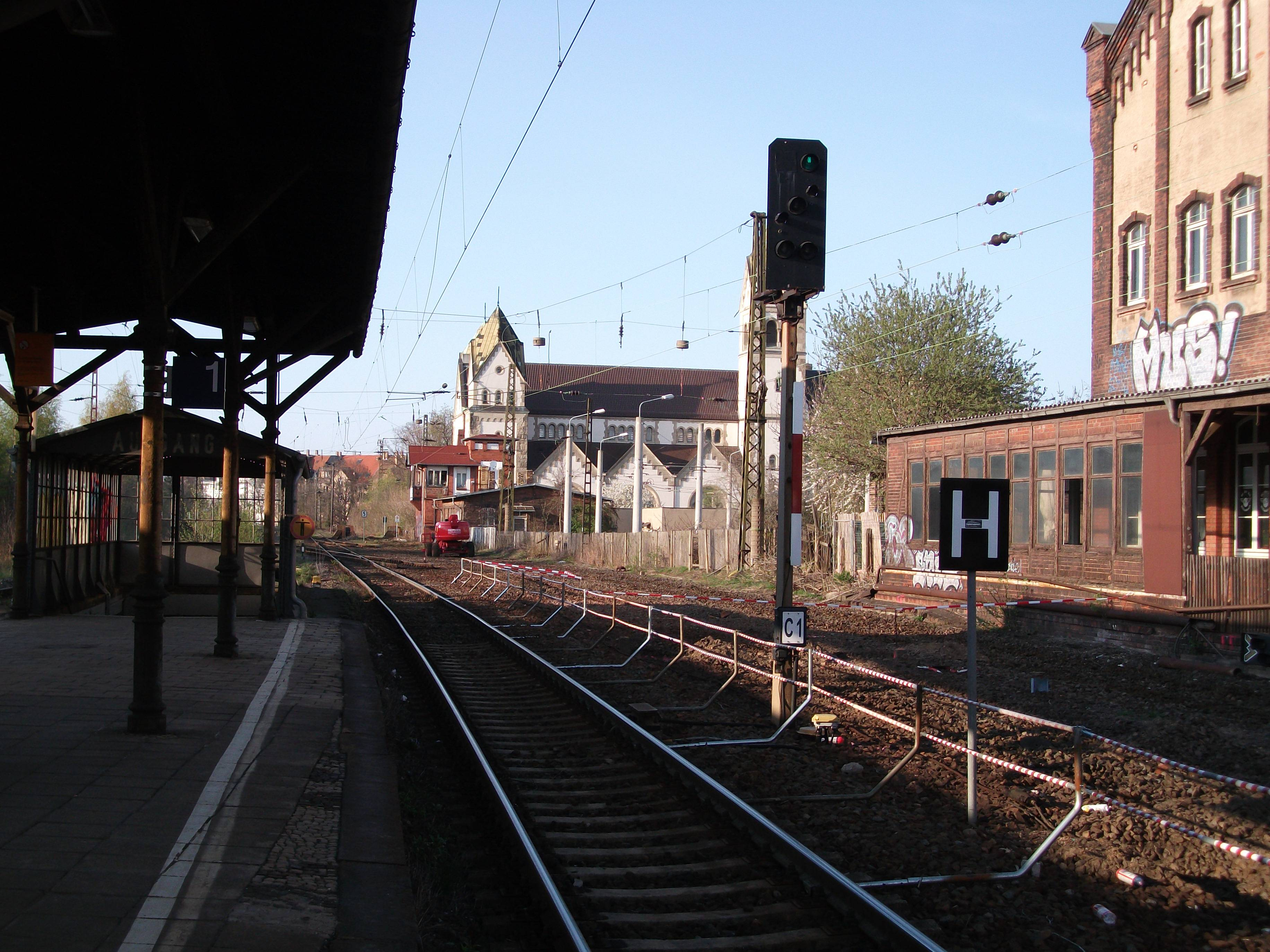
Früherer Bahnsteig 2010

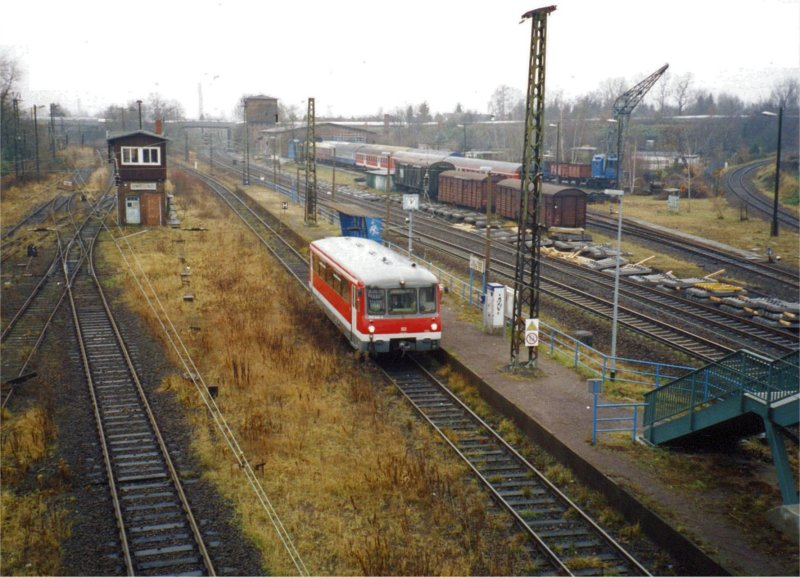
Haltepunkt Schwartzestraße 2002

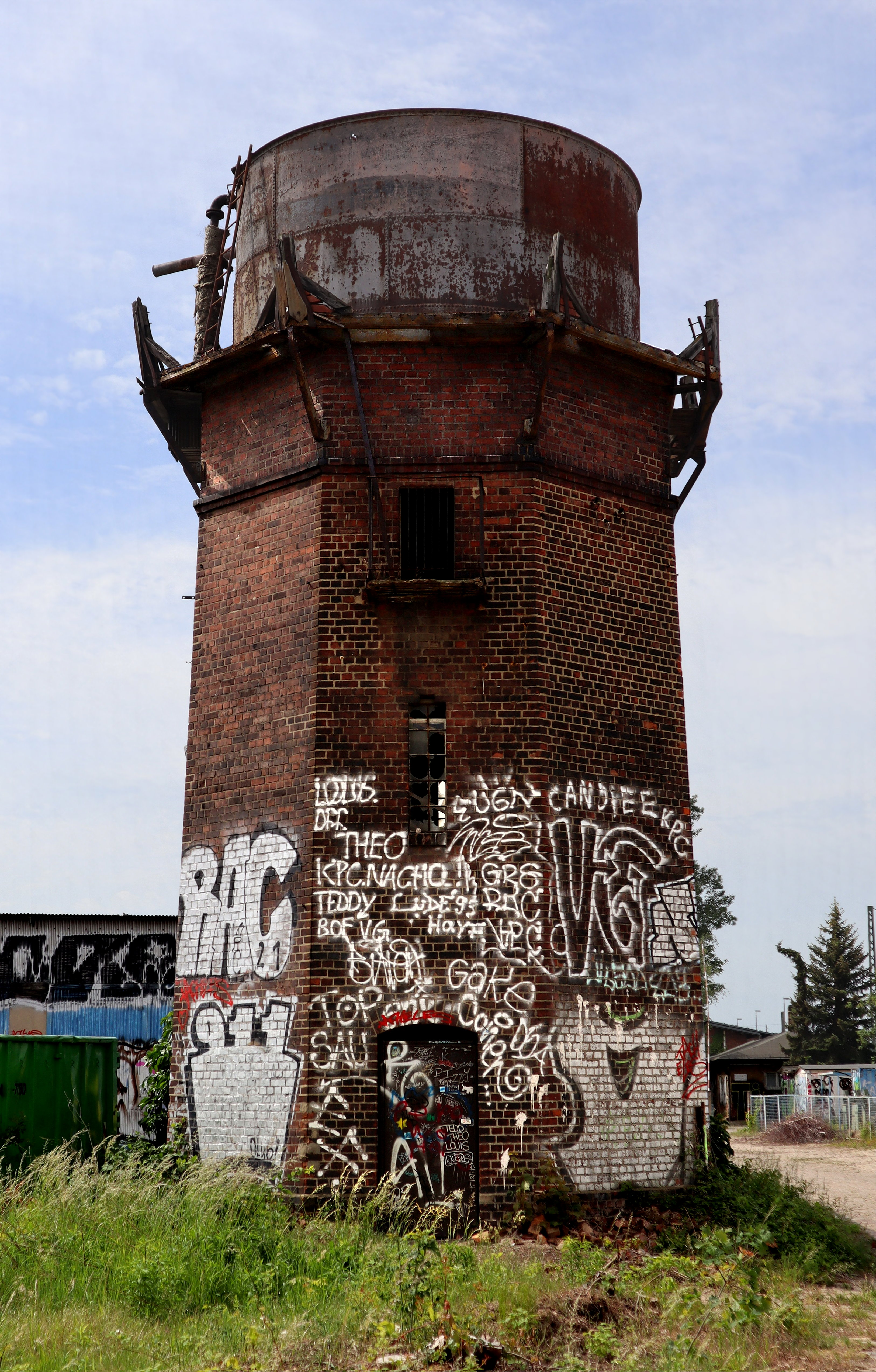
Ehemaliger Wasserturm von 1897

Der Bahnhof wurde am 20. Oktober 1873 als Bahnhof Plagwitz-Lindenau der Thüringischen Eisenbahn-Gesellschaft eröffnet. Zeitweise wurde der Bahnhof zur Abgrenzung vom gleichnamigen sächsischen Bahnhof auch als Zeitzer Bahnhof bezeichnet. Das Bahnhofsgelände war etwa 550 Meter lang und 80 Meter breit, es gab 14 Weichen. Das 46 Meter lange Bahnhofsgebäude aus rotem Klinker besaß neben Dienst- und Warteräumen auch ein Restaurant. Neben dem Empfangsgebäude gab es noch einen 25 Meter langen Güterschuppen.
Der Leipziger Industriepionier Carl Heine ließ auf Basis eines Gleisanschlussvertrages vom Zeitzer Bahnhof aus insgesamt 37 Industrieanschlüsse legen und drei öffentliche Ladestellen bauen. Am 1. September 1879 wurde Plagwitz mit der Inbetriebnahme der Gaschwitzer Eisenbahn auch an das Königlich Sächsische Eisenbahnnetz angeschlossen. Bedingt durch die unterschiedlichen Bahnverwaltungen entstanden in Plagwitz, ähnlich wie im Leipziger Hauptbahnhof, getrennte Netze der Preußischen Staatseisenbahnen und der Königlich Sächsischen Staatseisenbahnen. Die sächsische Staatseisenbahn errichtete gegenüber dem Zeitzer Bahnhof einen großen Güterbahnhof und ein kleines Empfangsgebäude für den Personenverkehr. 1899 war Plagwitz-Lindenau mit einem Jahresumschlag von 739 665 Tonnen der größte Güterbahnhof in Leipzig.
1897 wurde die Strecke nach Pörsten eröffnet, dafür entstanden ein zusätzlicher Bahnsteig 3 mit dem Gleis 30, dem Stumpfgleis 31 und zwei zusätzlichen Abstell- und Umsetzgleisen.
1907 wurde die Gaschwitzer Eisenbahn zur Hauptbahn umgebaut und in den preußischen Bahnhof eingebunden. Der Personenverkehr im sächsischen Bahnhof wurde eingestellt. Nach der Gründung der Deutschen Reichsbahn 1920 wurden der preußische und der sächsische Bahnhof zusammengefasst. Der am 1. September 1879 eröffnete sächsische Bahnhof Plagwitz-Lindenau trug vom 1. Juli 1911 bis Oktober 1920 den Namen Plagwitz-Lindenau Sächsischer Staatsbahnhof und bis 1922 den Namen Plagwitz-Lindenau Industriebahnhof. Seit dem 1. Juni 1922 heißt der ehemalige preußische Bahnhof Leipzig-Plagwitz und der ehemalige sächsische Teil Leipzig-Plagwitz Industriebahnhof.
Seit 1969 ist der Bahnhof Plagwitz auch eine Zugangsstelle der Leipziger S-Bahn, heute der S-Bahn Mitteldeutschland. Die S-Bahn-Züge nutzten während der ersten fünfzehn Betriebsjahre die durchgehenden Hauptgleise 1 und 2, sie hielten zusätzlich am ebenfalls noch im Bahnhofsbereich liegenden Haltepunkt Kleinzschocher auf Höhe der Straße des Komsomol (heute Dieskaustraße). 1970 wurde auf Höhe des Stellwerkes 6 und des Ablaufberges der Haltepunkt Schwartzestraße eingerichtet. Für den Anschluss des Neubaustadtteils Grünau entstand zwischen 1976 und 1983 eine zweigleisige S-Bahn-Neubaustrecke nach Miltitzer Allee. Für ihre Einbindung waren umfangreiche Änderungen, auch im Bereich des Friedhofes erforderlich. Zunächst verkehrten die Züge nur zu den Schichtwechselzeiten der Bauarbeiter und auf dem späteren Richtungsgleis Miltitzer Allee–Plagwitz, sie kehrten auf dem Stumpfgleis 31 am Bahnsteig 3a. Um den zweigleisigen Betrieb aufnehmen zu können, musste ein Stück der Friedhofsmauer versetzt werden. Damit wurde Platz für ein Weichentrapez gewonnen. Mit der Umstellung auf den durchgehenden Laufweg der Linie A im Mai 1984 verkehrten die Züge dieser Linie in beiden Richtungen über das Gleis 30 am Bahnsteig 3, die Züge der Linie C wendeten auf dem Stumpfgleis 31.
Im Mai 1998 wurde der Reiseverkehr und damit auch der Gesamtbetrieb der Strecke nach Pörsten eingestellt. Im Dezember 2002 folgte der Reiseverkehr der S-Bahn-Linie S2 (ehemals C) auf der Strecke Plagwitz–Gaschwitz, nachdem er in den Vorjahren durch eine äußerst ungünstige Anschlussgestaltung in Plagwitz und zusätzlich durch einen höheren Tarif unattraktiv gemacht wurde. Während des Baues des Citytunnels und der notwendigen netzergänzenden Maßnahmen wurde im Mai 2011 auch der S-Bahn-Betrieb nach Miltitzer Allee eingestellt. Neben den Zügen Richtung Zeitz und Gera verkehrten ab dem 25. November 2012 die über Plagwitz und Gaschwitz umgeleiteten Züge zwischen Leipzig und Borna sowie Altenburg und Reichenbach ob Bf. Mit nur wenigen Halten und durch die Bauarbeiten behindert erreichte dieser Betrieb jedoch keine S-Bahn-Qualität.

## Gegenwart

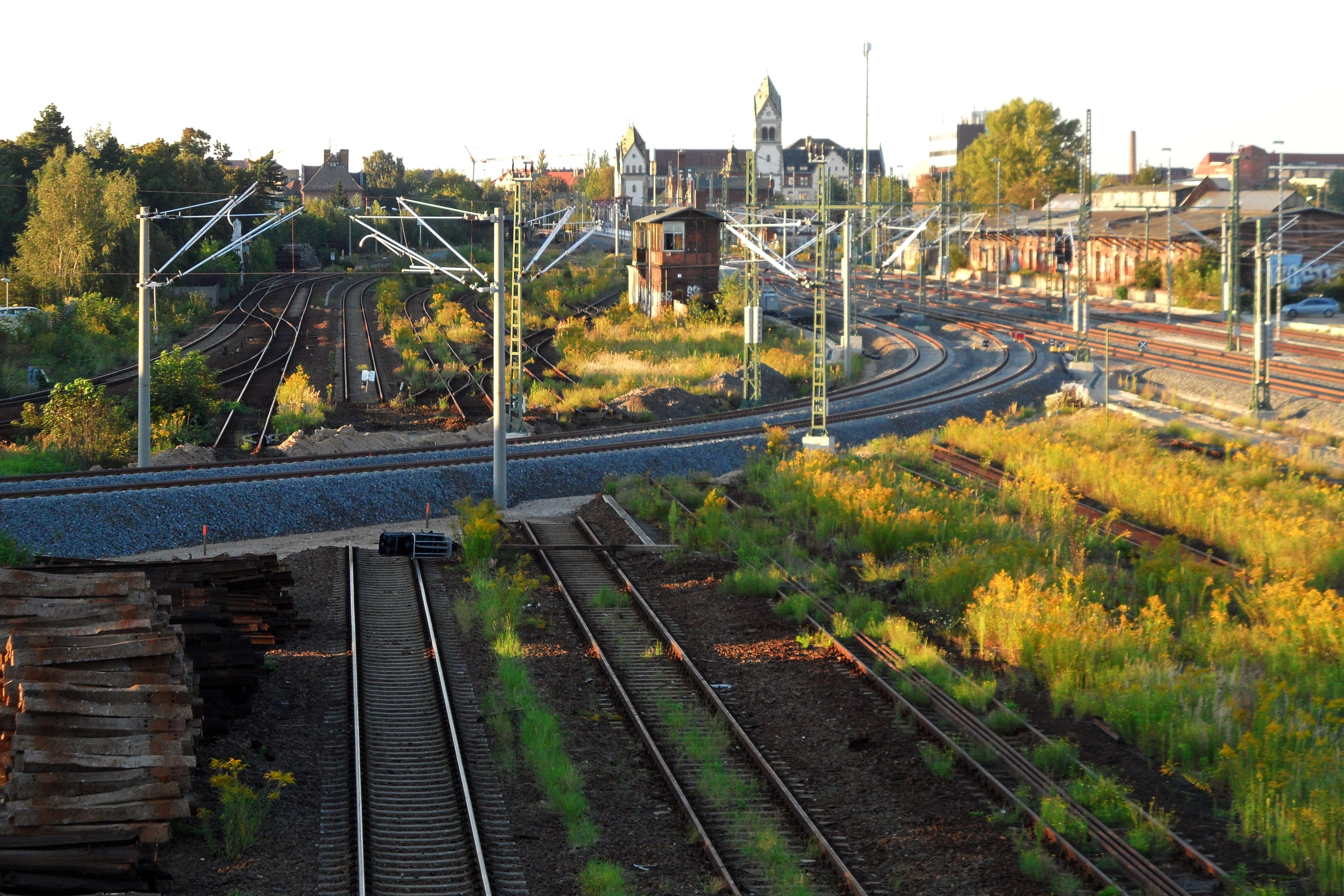
Die neue Anbindung der Strecke nach Miltitzer Allee, August 2011

Im Rahmen des Neubaus des Leipziger City-Tunnels und zum Aufbau des neuen Netzes der S-Bahn Mitteldeutschland wurde der Reisendenzugang nach Norden verschoben und an der Unterführung Karl-Heine-Straße zwei neue Seitenbahnsteige errichtet. Die durchgehenden Hauptgleise führen nun geradlinig an Stelle von früheren Güterverkehrsgleisen einschließlich des dazu beseitigten Ablaufberges durch den Bahnhof. Der Abzweig der S-Bahn-Strecke nach Leipzig Miltitzer Allee wurde mitverschoben, dadurch war es möglich, den engen und verschleißanfälligen Bogen spürbar aufzuweiten. In Richtung Zeitz endet die Fahrleitung im Bahnhof Leipzig-Plagwitz, deshalb wurden zwei zuglange Umspanngleise mit je einem Wartegleis auf der Nord- und Südseite vorgesehen. Die Strecke Plagwitz–Gaschwitz (6379, sä PG), die eine Umleitungsstrecke für den Citytunnel darstellt, wurde bei gleichzeitiger Aufgabe der Güterzugeinfahrgleise aus Richtung Gaschwitz auf Höhe des ehemaligen Haltepunktes Schwartzestraße neu in die durchgehenden Hauptgleise eingebunden. Seit Ende 2011 wird der Bahnhof durch ein Elektronisches Stellwerk (ESTW-A) gesteuert. Es gehört wie die meisten elektronischen Stellwerke im Leipziger Westen und Nordwesten zur Unterzentrale Leipzig-Wahren.
Die Gleisanlagen wurden komplett neu trassiert und geradlinig durch den ehemaligen preußischen Güterbahnhof geführt, während der ehemals sächsische Teil größtenteils abgebaut und in einen städtischen Grünzug mit Luftschaukel, Wasserdusche und Kletterfelsen umgewandelt wurde. Die ehemals von hier ausgehende Anschlussbahn Leipzig-Plagwitz–Leipzig-Lindenau (6433, sä LLP, vorher LX), die nach der Schließung vieler Industriebetriebe nach 1990 nur noch für den Anschließer Kirow Leipzig genutzt wurde, war schon 2004 abgebunden und durch die Ausweichanschlussstelle Brünner Straße an der S-Bahn-Strecke Richtung Miltitzer Allee ersetzt worden. Die Kosten zur Herstellung des Grünzugs betragen etwa 600 000 Euro und werden zu zwei Dritteln vom Europäischen Fonds für regionale Entwicklung getragen. Der ehemalige preußische Lokschuppen im Süden des Geländes beherbergt heute das Eisenbahnmuseum Bayerischer Bahnhof zu Leipzig. Es erhielt ebenfalls eine neue Anbindung an das Stammgleis Leipzig–Probstzella.

## Ausblick
Ein im August 2021 veröffentlichter Entwurf für die Infrastrukturliste zum 3. Gutachterentwurfs des Deutschlandtakts enthält ein „mittiges Wartegleis Leipzig-Plagwitz für den Güterverkehr zum Abkreuzen der S-Bahn“. Dafür sind, zum Preisstand von 2015, Kosten von 35 Millionen Euro geplant.

## Verkehrsanbindung
| Linie                    | Linienverlauf                                                                 | Takt (min) |
| ------------------------ | ----------------------------------------------------------------------------- | ---------- |
| RE 12                    | Leipzig Hbf – Leipzig-Plagwitz – Zeitz – Gera – Weida – Pößneck – Saalfeld    | 120        |
| RB 22                    | Leipzig Hbf – Leipzig-Plagwitz – Zeitz – Gera – Weida – Pößneck – Saalfeld    | 120        |
| S 1                      | Leipzig-Stötteritz – Leipzig Hbf – Leipzig-Plagwitz – Leipzig Miltitzer Allee | 30         |
| S 10                     | Leipzig Hbf – Leipzig-Plagwitz – Leipzig Miltitzer Allee                      | 30         |
| Stand: 11. Dezember 2022 |                                                                               |            |

An das innerstädtische Straßenbahn- und Busnetz wird der Bahnhof durch folgende Linien der Leipziger Verkehrsbetriebe angebunden:
| Linie | Linienverlauf |
| ----- | --- |
| 14    | S-Bf. Plagwitz → Felsenkeller → Westplatz → Goerdelerring → Hauptbahnhof → Augustusplatz → Wilhelm-Leuschner-Platz → Westplatz → Felsenkeller → S-Bahnhof Plagwitz                                     |
| 60    | Lipsiusstraße – Ostplatz – Bayerischer Bahnhof – Karl-Liebknecht-/Kurt-Eisner-Straße – Adler – S-Bf. Plagwitz – Lindenau, Bushof – Lindenauer Hafen                                                    |
| 64    | S-Bahnhof Plagwitz – Spinnerei – Saarländer Straße – Lindenau, Bushof |
| N60   | nur in den Nächten zu Sonnabend, Sonntag und Feiertag: Lipsiusstraße – Ostplatz – Bayerischer Bahnhof – Karl-Liebknecht-/Kurt-Eisner-Straße – Adler – Felsenkeller – S-Bf. Plagwitz – Lindenau, Bushof |